# Собор Святого Игнатия Лойолы (Шанхай)
Собор Святого Игнатия Лойолы , также известен как Собор Сюйцзяхуэй  (кит. 聖依納爵主教座堂, 徐家汇天主教堂) — католическая церковь в городе Шанхай (Китай); с 1950 года — кафедральный собор епархии Шанхая.

## История
Церковь Святого Игнатия Лойолы была построена в неоготическом стиле по проекту архитектора Уильяма Дойля французскими иезуитами между 1905 и 1910 годами. В 1950 году, после учреждения епархии Шанхая в 1946 году, церковь святого Игнатия Лойолы стала кафедральным собором этой епархии. В 1966 году, во время культурной революции, храм значительно пострадал. С него сорвали шпили, разобрали потолок и разбили витражи. В течение следующих десяти лет церковь использовалась в качестве хранилища зерна.
В 1978 году церковь была открыта. Шпили были восстановлены в начале 1980-х годов. В 1989 году в церкви была отслужена первая в истории месса на китайском языке.
В 2002 году началось постепенное восстановление витражей, которое планировалось завершить в 2010 году.